# ФК Бристъл Роувърс
Футболен клуб „Бристъл Роувърс“ (на английски: Bristol Rovers Football Club) е английски футболен клуб, базиран в град Бристъл. Подвизава сет в Английска втора лига.
Клубът е основан през 1883 под името Black Arabs F.C. (в превод от английски „Черните Араби“). След това името на клубът се сменя неколкократно, за да се стигне до 1899, когато клубът приема името Bristol Rovers. Клубът членува във Футболната лига от 1920 година, като не е изпадал от нея. На два пъти е бил много близко до това, през 1939 и 2002. Най-доброто класиране на отбора е през 1956 (като го повтарят и три години по-късно, 1959), 6-о място във втора дивизия, тогава второто ниво на английския футбол.